# Леваканд
Леваканд (на таджикски: Леваканд; до февруари 1996 г. – Калининабад, до февруари 2018 г. – Сарбанд) е град в Согдийска област, Таджикистан. Населението на града през 2016 година е 16 100 души (по приблизителна оценка).

## Население
| Година | Население |
| ------ | --------- |
| 1989   | 14 006    |
| 2000   | 11 000    |
| 2007   | 13 000    |
| 2010   | 14 222    |
| 2016   | 16 100    |